# Tân Xuân, Vân Hồ
Tân Xuân là một xã thuộc huyện Vân Hồ, tỉnh Sơn La, Việt Nam.

## Địa lý
Xã Tân Xuân nằm ở đông nam huyện Vân Hồ, có vị trí địa lý:
- Phía đông giáp tỉnh Hòa Bình và tỉnh Thanh Hóa
- Phía tây giáp nước CHDCND Lào
- Phía nam giáp tỉnh Thanh Hóa
- Phía bắc giáp xã Xuân Nha.

Xã Tân Xuân có diện tích 163,47 km², dân số năm 2020 là 5.005 người, mật độ dân số đạt 31 người/km².

## Hành chính
Xã Tân Xuân được chia thành 9 bản: Bún, Bướt, Cột Mốc, Đông Tà Lào, Láy, Ngà, Sa Lai, Tây Tà Lào, Thắm Tôn.

## Lịch sử
Ngày 8 tháng 1 năm 2007, Chính phủ ban hành Nghị định số 03/2007/NĐ-CP về việc thành lập xã Tân Xuân thuộc huyện Mộc Châu trên cơ sở điều chỉnh 15.819,3 ha diện tích tự nhiên và 3.417 nhân khẩu của xã Xuân Nha.
Ngày 10 tháng 6 năm 2013, Chính phủ ban hành Nghị quyết 72/NQ-CP về việc chuyển xã Tân Xuân thuộc huyện Mộc Châu về huyện Vân Hồ mới thành lập quản lý.

## Kinh tế
Đây là một xã biên giới có điều kiện kinh tế-xã hội còn rất khó khăn. Trong xã có bản Bún là nơi còn chưa có đường giao thông. Bản Cột Mốc là bản xa nhất, nằm sát biên giới.
Đầu những năm 1980, khi làn sóng di cư tự do bùng phát ở Tây Bắc, rừng đặc dụng Xuân Nha trở thành địa chỉ lý tưởng để những cư dân "du mục" khắp nơi ồ ạt kéo đến và thỏa sức khai phá, dựng nhà, làm nương.